# Tamandaré (encouraçado)
O Tamandaré foi uma canhoneira blindada construída para a Armada Imperial Brasileira durante a Guerra do Paraguai em meados da década de 1860. Ela atacou as fortificações paraguaias bloqueando o acesso aos rios Paraná e Paraguai e também bombardeou posições paraguaias em apoio ao Exército Brasileiro. O navio participou na Passagem de Humaitá em fevereiro de 1868 e ficou bastante danificado no decorrer da operação. Depois de o Tamandaré ser reparado, forneceu apoio de fogo para o exército durante o resto da guerra, além de bombardear uma vez a capital do Paraguai, Assunção. Depois da guerra, o navio foi destinado à Flotilha do Mato Grosso. Tamandaré foi descomissionado em 1879 e demolido posteriormente.

## Design e descrição
O Tamandaré, primeira embarcação brasileira a ostentar este nome em homenagem a Joaquim Marques Lisboa, Almirante e Marquês de Tamandaré, Patrono da Marinha do Brasil, foi projectado para atender à necessidade da Marinha do Brasil de possuir um navio blindado pequeno, simples e de calado raso, capaz de suportar fogo pesado. Ela foi uma das três canhoneiras blindadas criadas para suprir esta necessidade, juntamente com os encouraçados Barroso e Rio de Janeiro, construídos com o mesmo plano geral, embora cada navio variasse significativamente em tamanho e armamento. O navio é mais bem caracterizado como um projecto de bateria central porque a casamata não se estendia pelo comprimento do navio. Foi equipado com um rostro de bronze de 1,4 metros de comprimento. O casco foi revestido com metal Muntz para reduzir a bioincrustação. Para viagens marítimas, a borda livre do navio podia ser aumentada para 1,7 metros pelo uso de baluartes removíveis com 1,1 metros de altura. Nas operações ribeirinhas, os baluartes e os mastros do navio eram geralmente removidos.
O navio media 51,36 metros de comprimento, com uma boca de 9,19 metros e teve um calado médio de 2,44 metros. Tamandaré deslocava normalmente 754 toneladas e 845 toneladas em carga profunda. A sua tripulação era composta por 120 oficiais e homens.

### Propulsão
Tamandaré tinha uma única máquina a vapor John Penn & Sons de 2 cilindros que foi retirada da canhoneira de madeira Tietê, de construção britânica, que não se mostrou confiável em serviço. O motor, que movia uma única hélice de duas pás, era movido por duas caldeiras tubulares que produziam um total 204 kW que deu ao navio uma velocidade máxima de 8 nós. O funil do navio foi montado directamente em frente à sua casamata. Tamandaré era capaz de carregar carvão suficiente para seis dias.

### Armamento
O encouraçado tinha montado um canhão de antecarga Whitworth de 70 libras, três canhões que disparam projecteis de 68 libras e dois canhões smoothbore de 12 libras na sua casamata. Para minimizar a possibilidade de projécteis entrarem na casamata pelas portas dos canhões, elas eram as menores possíveis, permitindo apenas um arco de fogo de 24 ° para cada arma. A casamata rectangular de 9 metros tinha duas portas para canhões em cada lado, bem como na frente e atrás.
A Whitworth de 70 libras pesava 3892 kg e disparava um projéctil de 140 mm que pesava 36,7 kg. O projéctil sólido da arma de 68 libras era de 201 mm e pesava um valor nominal de 30,8 kg enquanto a própria arma pesava 4826 kg. A arma tinha um alcance de 2900 metros a uma elevação de 12 graus. O tipo exacto de arma de 12 libras não é conhecido. Todas as armas podiam disparar munições sólidas e projécteis explosivos.

### Armadura
O casco do Tamandaré foi feito de três camadas de madeira, cada uma com 203 mm de espessura. O navio tinha um cinturão de linha de água de ferro forjado, com uma altura de 1,52 metros; tinha uma espessura máxima de 102 mm cobrindo as máquinas e os depósitos, e 51 mm em outras zonas. O convés curvo, assim como o tecto da casamata, era blindado com 12,7 mm de ferro forjado. A casamata foi protegida por 102 milímetros de armadura em todos os quatro lados, apoiados por 609 mm de madeira coberta com um 102 mm de madeira de peroba-comum.

## Serviço

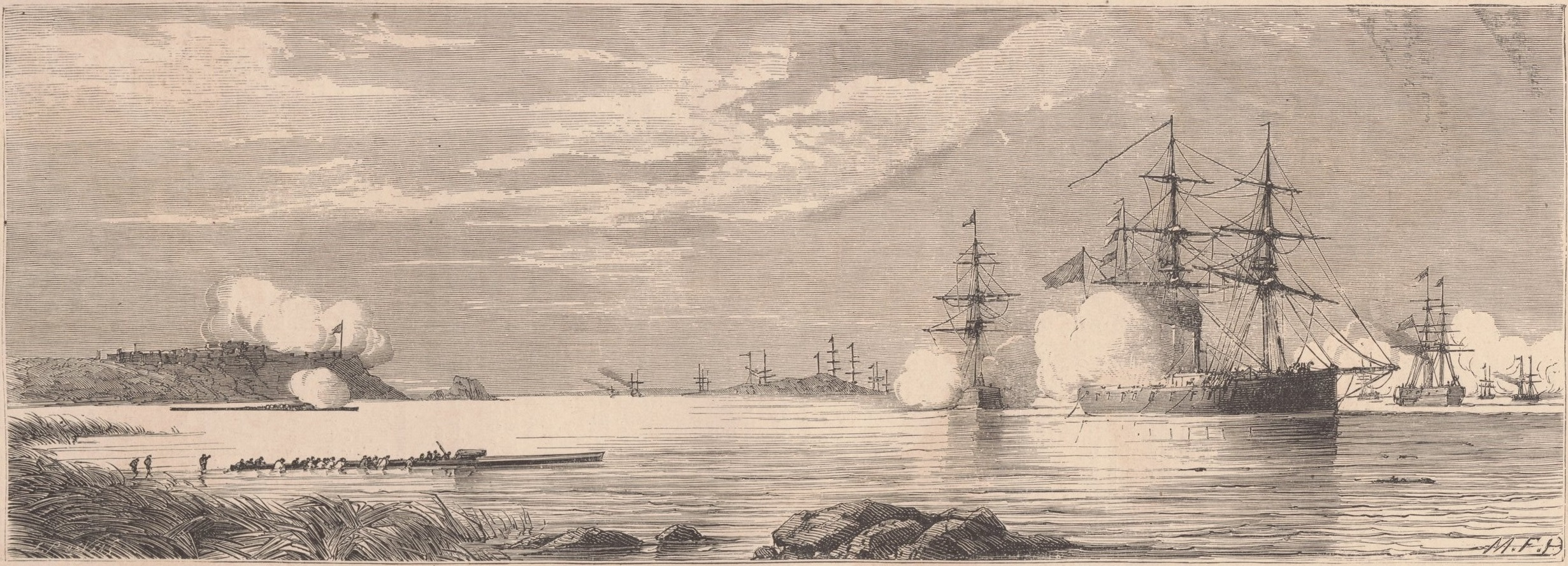
Uma frota brasileira é atacada por uma chata paraguaia, matando 34 pessoas a bordo do Tamandaré (Le Monde illustré, nº 477, 1866)

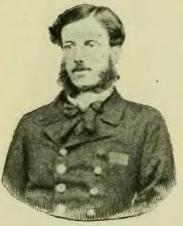
Tenente Mariz e Barros, capitão do Tamandaré

O batimento de quilha do Tamandaré deu-se no Arsenal de Marinha da Corte no Rio de Janeiro, no dia 31 de maio de 1865, durante a Guerra do Paraguai, que viu a Argentina e o Brasil aliarem-se contra o Paraguai. O navio foi lançado no dia 21 de junho de 1865, concluído no dia 16 de setembro e custou £ 40.506. O navio chegou a Corrientes a 16 de março de 1866; no dia seguinte partiu para a confluência dos rios Paraná e Paraguai para iniciar as operações contra os paraguaios. No dia 26 de março, ele bombardeou as defesas de Itapirú e afundou um barco paraguaio (chata). Durante o bombardeamento do dia seguinte, um projéctil entrou numa das suas portas de canhão, apesar da cortina de correntes que a protegia; neste evento faleceram 14 homens, incluindo o seu capitão, Tenente Mariz e Barros, e outros 20 ficaram feridos. O navio bombardeou o Forte do Curuzu, a jusante do Curupaiti, no dia 1 de setembro, na companhia dos encouraçados Rio de Janeiro, Brasil, Lima Barros, Barroso e do monitor Bahia. Entre 24 e 29 de dezembro os encouraçados Barroso, Tamandaré, Brasil, e 11 canhoneiras bombardearam novamente o Forte Curuzu.

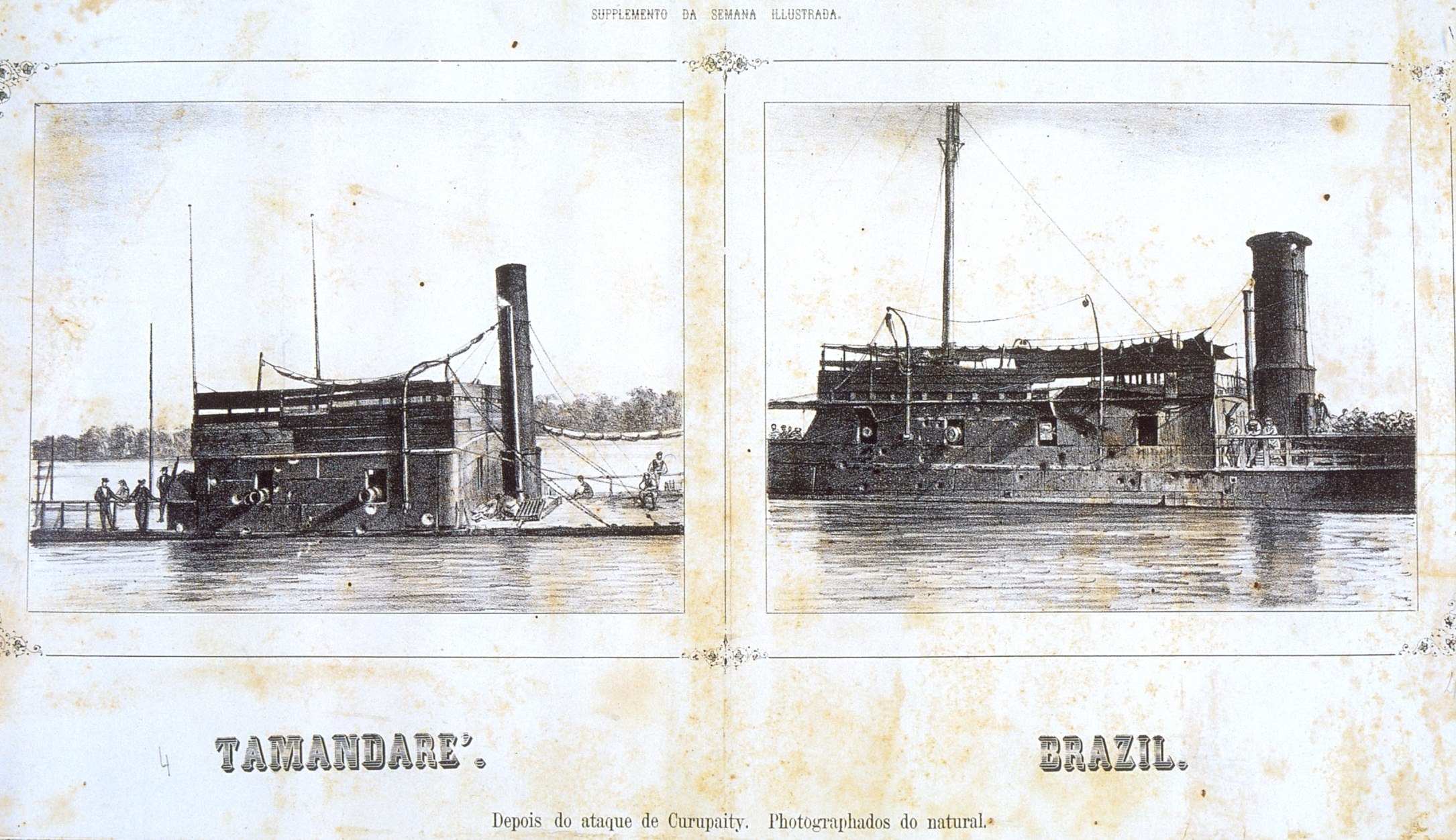
Encouraçados Tamandaré (esquerda) e Brasil (direita) fortemente danificados após o ataque ao Forte Curuzu, a jusante de Curupaity

No dia 8 de janeiro de 1867, Tamandaré, Bahia e Colombo bombardearam fortificações paraguaias em Curupaiti. Os brasileiros romperam as defesas do rio em Curupaiti durante o dia de 15 de agosto de 1867 com Barroso, Tamanadaré e outros oito encouraçados. Os navios foram atingidos 256 vezes, mas não foram seriamente danificados, e sofreram apenas 10 baixas e 22 feridos. Os motores do Tamandaré quebraram enquanto ele estava na frente dos canhões e ele teve que ser rebocado para um local seguro pelo encouraçado Silvado. Eles foram rapidamente reparados e Tamandaré bombardeou baterias de artilharia paraguaia em Timbó que comandavam o rio Paraguai ao norte de Humaitá no dia seguinte. Os paraguaios repetiram a operação novamente em 9 de setembro, com praticamente o mesmo resultado. Em 26 de setembro, os paraguaios moveram um canhão de grande calibre abaixo de Humaitá e bombardearam a esquadra brasileira, mas o canhão foi silenciado por tiros do Tamandaré e do Bahia.
Em 19 de fevereiro de 1868, seis encouraçados brasileiros, incluindo Tamandaré, passaram por Humaitá à noite. Três monitores de rio da classe Pará, Rio Grande, Alagoas e Pará, foram amarrados aos encouraçados maiores caso algum motor ficasse inoperacional pelos canhões paraguaios. O encouraçado Barroso liderou juntamente com Rio Grande, seguido por Bahia com Alagoas e Tamandaré com Pará. Tanto Tamandaré, que havia sofrido cerca de 120 tiros, quanto o Pará tiveram que ser encalhados após passar pela fortaleza para evitar que afundassem. Tamandaré esteve em reparos em São José do Cerrito até meados de março. Em 25 de novembro, o navio bombardeou a capital paraguaia de Assunção. No dia 23 de março de 1869, Tamandaré e Alagoas destruíram as baterias de artilharia de Timbó. Após a guerra, o navio foi destinado à Flotilha do Mato Grosso, com sede em Ladário. Tamandaré foi desativado a 18 de abril de 1879 e posteriormente demolido.